# Woodmont Beach (Washington)
Woodmont Beach es un área no incorporada ubicada en el condado de King en el estado estadounidense de Washington.

## Geografía
Woodmont Beach se encuentra ubicado en las coordenadas 47°21′41″N 122°18′43″O / 47.36139, -122.31194.